# Al-Kindi

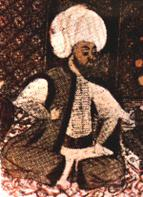
al-Kindi

Aboe Joesoef Ja'qoeb ibn Is-haq ibn as-Sabbah ibn 'omran ibn Ismail al-Kindi (Arabisch: أبو يوسف يعقوب بن إسحاق الصبّاح الكندي c. 801 – c. 873), vaak kortweg Al-Kindi genoemd of bekend onder zijn Latijnse naam Alkindus, was een Arabisch filosoof, wiskundige, astroloog, fysicus, musicus, scheikundige en wetenschapper.

## Biografie
Al-Kindi werd geboren in Koefa, in zuidelijk Mesopotamië. Al-Kindi was lid van de Banoe Kinda, een eerbiedwaardige stam die tot de oudste bondgenoten van de profeet Mohammed behoorden. Zijn vader was gouverneur van Koefa. Zijn opleiding ontving Al-Kindi in Basra en Bagdad. Hij verbleef jarenlang in het Huis der Wijsheid in Bagdad. Hij was ook hofastroloog van de Abbasiden. Onder de kaliefen al-Ma'mun en al-Mu'tasim genoot hij bescherming, maar onder de puriteinse al-Moetawakkil verloor hij zijn speciale status en werd hij zelfs door de kalief vervolgd.
Over het jaar van zijn dood bestaat nog onduidelijkheid. Sommigen houden het op 866 terwijl anderen het op 873 houden.

## Werk
Al-Kindi heeft een belangrijke rol gespeeld in het introduceren van de Griekse filosofie in de Arabische wereld. Hij overzag de vertalingen die in het Huis der Wijsheid werden gemaakt, maar sprak zelf geen Grieks of Syrisch. Hij schreef zo'n 250 geschriften over alle mogelijke onderwerpen zoals filosofie, wiskunde, cryptografie, cryptoanalyse, astronomie en geneeskunde.
Hij was de eerste moslim die de Koran aan de rede toetste en daarmee was hij de grondlegger van de falasafa, moslim filosofen. Hij was sterk beïnvloed door de moe'tazilieten en zag daarom de wijsbegeerte als dienaar van de openbaringen. De kennis van de profeten, zoals Mohammed, stond ver boven de inzichten van de filosofen. Hierop verschilde Al-Kindi van de falasafa die na hem zouden komen.
Zie ook: Oosterse filosofie · Antieke filosofie · Moderne filosofie · Postmoderne filosofie · Portaal filosofie
'Abd al-Hamīd ibn Turk · 
Abd-al-Rahman Al Sufi · 
Abū al-Hasan ibn Alī al-Qalasādī · 
Abū Ishāq Ibrāhīm al-Zarqālī · 
Abū Kāmil Shujā ibn Aslam · 
Abu'l-Hasan al-Uqlidisi · 
Abul Wafa · 
Ahmed ibn Yusuf · 
Al-Biruni · 
Al-Chwarizmi · 
Al-Hajjāj ibn Yūsuf ibn Matar · 
Alhazen · 
Al-Jayyani · 
Al-Karaji · 
Al-Khazini · 
Al-Kindi · 
Al-Mahani · 
Al-Majrati · 
Al-Sijzi · 
Hunayn ibn Ishaq · 
Ibn al-Banna · 
Ibn Sahl · 
Ibn Tahir al-Baghdadi · 
Ibn Yahyā al-Maghribī al-Samaw'al · 
Ibrahim al-Fazari · 
Ibrahim ibn Sinan · 
Jabir ibn Aflah · 
Kushyar ibn Labban · 
Mohammed al-Fazari · 
Mohammed ibn Jābir al-Harrānī al-Battānī · 
Nasir al-Din al-Toesi · 
Sinan ibn Thabit · 
Thabit ibn Qurra · 
Ulug Bey · 
Yusuf al-Mu'taman ibn Hud
- Biblioteca Nacional de España: XX4660229
- Bibliothèque nationale de France: cb12109766n (data)
- Catàleg d'autoritats de noms i títols de Catalunya: 981058519945806706
- CiNii: DA06195514
- Gemeinsame Normdatei: 118887947
- International Standard Name Identifier: 0000 0001 1684 0731
- Library of Congress Control Number: nb2014022578
- Nationale Bibliotheek van Tsjechië: jn19990210331
- Nationale bibliotheek van Australië: 61543169
- Nationale Bibliotheek van Polen: a0000002637558
- Nationale en Universitaire bibliotheek Zagreb: 000772995
- Nederlandse Thesaurus van Auteursnamen: 073909661
- Istituto Centrale per il Catalogo Unico: BVEV019792
- LIBRIS: 33144
- Système universitaire de documentation: 027658228
- TDVİA: kindi-yakub-b-ishak
- Trove: 1711659
- Virtual International Authority File: 90634457
- WorldCat: E39PBJkp3CmXwQBKMJGfPkGyh3